# القنصلية اليونانية العامة في القدس
القنصلية اليونانية العامة في القدس هي الممثلية الدبلوماسية العُليا اليونانية في دولة فلسطين. تأسست القنصلية في عام 1862. تقع القنصلية في حي الطالبية بحي القطمون بمدينة القدس في منزل بُني عام 1930 ويعود إلى رجل أعمال يُدعى قسطنطين سلامة، استولت عليه العصابات الصهيونية عام 1948. ولها مكتب في البلدة القديمة بالقدس.

## قائمة القناصل
| الترتيب | القنصل                 | تاريخ الاعتماد الدبلوماسي | تاريخ الانتهاء | رئيس اليونان            | رئيس دولة فلسطين | ملاحظات                                         |
| ------- | ---------------------- | ------------------------- | -------------- | ----------------------- | ---------------- | ----------------------------------------------- |
|         | جورجيوس زكاريوداكس     |                           | يوليو 2016     |                         | محمود عباس       |                                                 |
|         | اندرياس بابا ستافرو    |                           |                |                         | محمود عباس       |                                                 |
|         | إيفانجيلوس فليراس      | 7 أكتوبر 2020             | أغسطس 2023     | إيكاتيريني ساكيلاروبولو | محمود عباس       | تقلد في 22 أغسطس 2023 وسام القدس.               |
|         | ديمتريوس أنجيلوسوبولوس | 4 أكتوبر 2023             | لا يزال        | إيكاتيريني ساكيلاروبولو | محمود عباس       | أعاد تسليمها إلى الرئيس عباس في 24 فبراير 2024. |

## وصلات خارجية
- الموقع الرسمي

لا توجد روابط لمواقع التواصل الاجتماعي.